# Eladio Domínguez
Eladio Domínguez (1884 - 19?) fue un político mexicano nacido en Motul, Yucatán y muerto en la ciudad de Mérida. Fue gobernador interino de Yucatán durante un brevísimo periodo en el mes de febrero de 1921.

## Datos biográficos
Fue jefe del Departamento del Trabajo durante la gestión del general Salvador Alvarado en Yucatán. En 1916 organizó el Primer Congreso Obrero Precursor Socialista en Yucatán. Instaló las primeras Juntas de Conciliación y Arbitraje en el estado.
Eladio Domínguez en 1917 lanzó la convocatoria que promovía la elección de Salvador Alvarado como gobernador constitucional de Yucatán a fin de que este continuara en el poder y quien instó a todos los afiliados del Congreso Obrero a apoyar esa candidatura, que más tarde habría de declinar el propio interesado cuando Venustiano Carranza se manifestó contrario a la iniciativa.
Fue diputado federal por Yucatán al Congreso de la Unión de México. También fue diputado local por el Cuarto Distrito, con cabecera en el puerto de Progreso en 1920.  Desempeñó el cargo de Contador Mayor de Hacienda durante ocho años. Fue fundador del Partido Constitucionalista que más tarde se incorporaría al Partido Socialista del Sureste.
Del 1 al 4 de febrero de 1921 fue gobernador interino de Yucatán, prácticamente sólo con el fin de promulgar las reformas de ley que modificaron la edad mínima para ser gobernador del estado de 35 a 25 años, ley que dio paso a su sucesor Manuel Berzunza quien contaba a la fecha, con 27 años de edad. Manuel Berzunza y Berzunza fue entonces gobernador de Yucatán de febrero de 1921 hasta la toma de posesión de Felipe Carrillo Puerto el 1 de agosto de 1922.